# Ликтрос

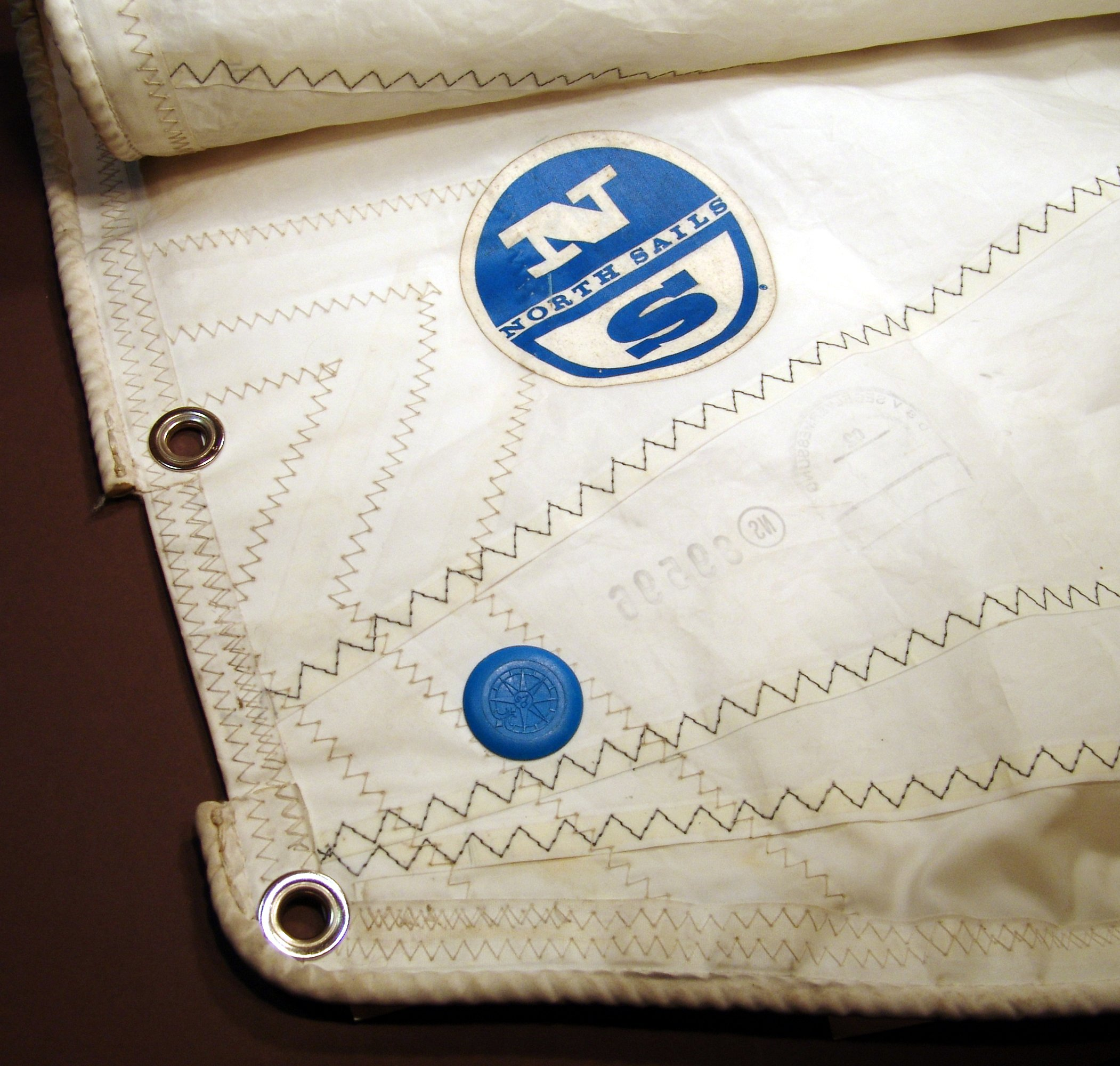
По кромке паруса виден ликтрос — трос, обшитый поверху дополнительным слоем парусины

Ликтро́с (лик, от нидерл. lijktros — «канат по кромке паруса»; англ. bolt-rope) — трос для обшивки кромок (шкаторин) парусов, пластырей для предохранения их от преждевременного износа и разрыва или для их крепления к элементам рангоута. Выполняют как из растительных материалов, так и из стали. Процесс соединения шкаторины паруса с ликтросом называют «ликовкой». Ликтрос должен быть свит из лучшей рижской пеньки. Ликовые нити должны быть в 2 раза крепче нитей парусов. Натирали смесью из воска, сала и терпентина. Ликтрос свивали очень плотно, чтобы он не растягивался. Ликтрос пропитывали лучшим стокгольмским тиром, заранее разогретым в печи. Диаметр ликтроса был 1—6 дюймов. Ликтрос сверху — тоньше, чем сбоку и снизу.
|  | 1. — парус 2. — металлический ликтрос, защищённый клетневанием и подшитый к краю паруса (в обвязку) 3. — ликтрос из растительных материалов, пришитый к краю паруса 4. — кренгельс 5. — защитная полоса из сложенной втрое парусины |